# レッドパール
レッドパールはイチゴの品種名。愛媛県宇和島市のイチゴ農家の西田朝美が1993年に開発した品種。

## 特徴
外観は赤い色が強いのが特徴。味は甘みと酸味の濃い味が特徴である。耐病性もあり、収穫量が多いため育てやすい品種である。

## 開発の経緯
宇和島市三間町のイチゴ農家、西田朝美は麗紅、宝交早生、とよのか、女峰といった多くのイチゴ品種を生産していたが、収穫量、果実品質、耐病性に不満を覚えていた。
西田は近郊のイチゴ栽培仲間や普及センター職員と協議し、以下の要件を定めた。
- 厳寒期の日陰でも色づきが良いこと。
- 早生で草勢が強いこと。
- 大果で収穫量が多いこと。
- 果皮が堅く、輸送中に傷みにくいこと。
- 食味が良いこと。

1980年からアイベリーととよのかを交配し実生苗200株から数年かけて選別を行い、1990年には有望は2系統に絞って試作を行い、1991年には育種目標に近い1株を近郊の農家に試作してもらう。試作の結果、ほとんどの農家が難点を示したが1戸のみ高評価であった。これまでのイチゴ品種は大苗から栽培を行っており、試作を依頼した農家も従来の手法を用いていたが、この1戸のみ中苗を用いて電照によって育てる手法をとっていた。翌年、他の農家にも同じ方法で試作を行ってもらったところ、いずれもが高評価でありとよのかに負けない品種であると評価した。
宇和島の特産品の真珠と赤味が強い外観から、「食べる宝石」をイメージして「レッドパール」と名付けた。
1992年1月の農林水産省による現地調査を経て、1993年11月25日付で「農林水産省種苗登録第3775号,いちご,レッドパール」として登録された。
西田はレッドパール開発と普及の功績で、2001年12月に農林水産技術会議会長賞を受賞している。

## 韓国への流出と権利侵害問題
レッドパールは1998年頃に章姫とともに韓国へ流出し、2006年には両品種が韓国におけるイチゴ栽培シェアの8割以上にも広がった。流出・普及の経緯については諸説あるものの、日本側からの一般的認識は、以下のようになる。
韓国・晋州市のイチゴ農家である金重吉（キム・チョンギル）は、レッドパールの苗の提供を依頼しに西田を訪問した。当初は断っていた西田であったが、度重なる依頼についには金が5年間、有料でレッドパールを栽培できる条件で書面による契約をした。その後、金は栽培を始め、西田も現地指導しに行くこともあった。契約した金以外にもレッドパールを栽培する農家が現れ、広がっていった。この契約外への広がりが流出であるが、原因は曖昧である。韓国内で盗まれた、金が勝手に譲り渡した知人が「勝手に苗を栽培したり、売ったりし始めた」、別に福岡から苗が渡ったなどが言われている。また、金がレッドパールを品種登録出願するより前に、何者かが「ユクボ」名義で出願していた（後にレッドパールで登録し直される）。
2002年に韓国がUPOVに加盟し、イチゴを保護品目指定に指定するにあたり、日本の育成者権者と韓国のイチゴ生産者協会との間で協議が行われたが、許諾料等の条件で折り合わず決裂した。韓国側では日本側による過度なロイヤリティの要求が原因とされたが、10a当たり約5,000円の専用実施権は、いちご農家の経営から考えるとわずかな額でしかなく、冬季の輸出禁止が真の理由ではないかという分析もある。
結局、育成者の西田は大きなロイヤリティを受け取ることなく、2015年に逝去した。韓国でのレッドパール普及に対する西田の気持ちは語られていない。報道により、「日本人のように良心的にやってくれる、と信じてしまった」又はそうなることを予測していて「これが普通よ」と発言したとされる。
UPOVがイチゴに対しても有効となる2012年には韓国内で章姫ととちおとめを交配してクムヒャン（錦香）、レッドパールと章姫を交配してソルヒャン（雪香）、章姫と栃の峰を交配してメヒャン（梅香）といった交配種を韓国内で品種登録し、その後の韓国市場の占有率も高まっている。特に「ソルヒャン」は、まだ品種登録以前の2005年から現地での普及が始まり、2009年時点では韓国のいちごの50％、2024年までの間に90％以上を占めるまでになった。この日本産品種から生まれたソルヒャン等を問題視する主張もあるが、種苗法やUPOVでは品種育成への利用を制限していないため、正当性がある。
このような背景から、2017年に農林水産省は日本品種である韓国産イチゴにより5年間で220億円の輸出機会損失があったとし、話題となったが、これは韓国に正当性のあるソルヒャンなども含めた韓国のイチゴ全輸出額を用いた試算となっている。